# Ibanco da Bulgária
Ibanco da Bulgária (em latim: Ibancus; em búlgaro:  Иванко) foi o assassino de João Asen I, o czar do renascente Império Búlgaro em 1196. O crime aconteceu quando Asen, num acesso de fúria, convocou Ibanco para discipliná-lo por ter mantido relações amorosas com a irmã de sua esposa.

## História
Em 1197, Ibanco, que um valáquio de acordo com a terminologia proposta por Nicetas Coniates, se casou com Teodora Angelina, a filha de Ana Angelina e do sebastocrator Isaac Comneno, que havia morrido preso na Bulgária alguns meses antes.
Ibanco, que adotou o nome grego de "Aleixo", serviu primeiro ao pai de seu sogro, o imperador bizantino Aleixo III Ângelo, mas depois se voltou contra ele, capturando o general Manuel Camitzes em 1198. Manuel foi resgatado por seu genro e rival de Ibanco, Dobromir Chrysos.
Os genros do imperador, Aleixo Paleólogo e Teodoro Láscaris, marcharam contra Ibanco em 1200 e ele foi capturado quando Aleixo prometeu-lhe mantê-lo a salvo num concílio de paz e depois o prendeu.